# García Bonet de Acumuer

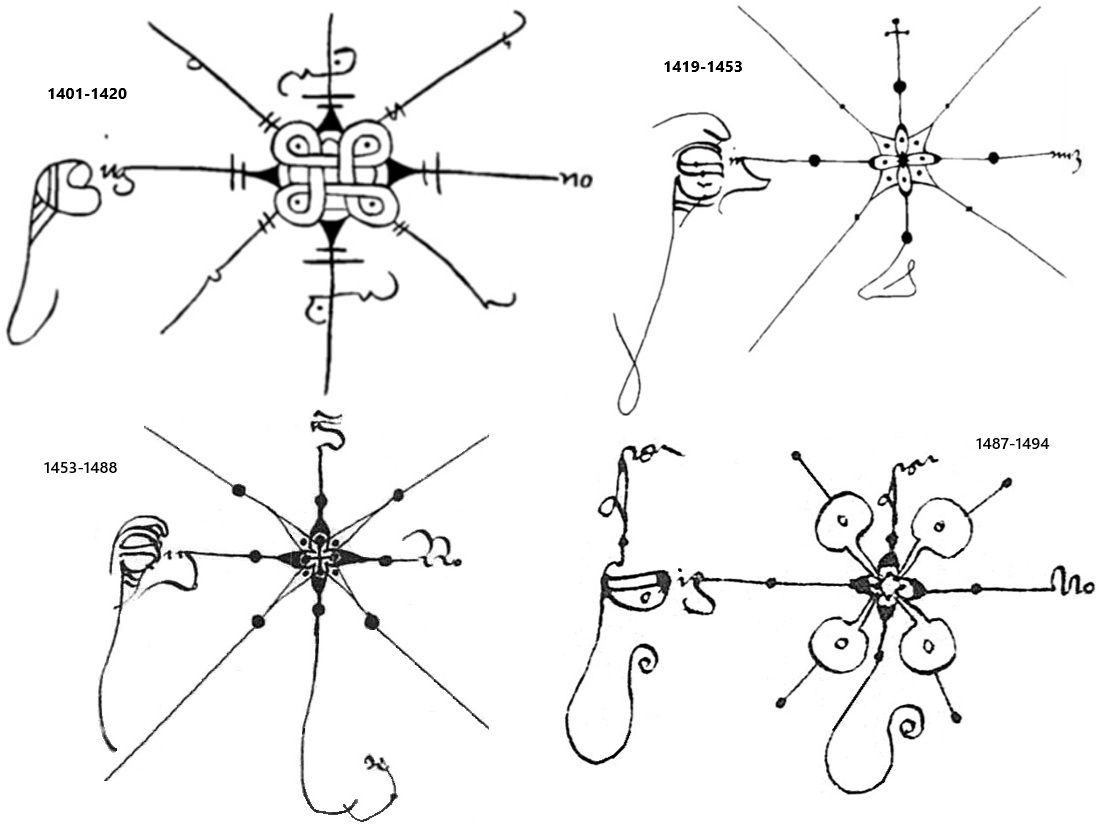
Signos de los cuatro Notarios de este nombre, con sus fechas de ejercicio profesional

García Bonet de Acumuer fue el nombre que utilizaron cuatro generaciones de notarios, que ejercieron en Jaca (Huesca) a lo largo del siglo XV.

## García Bonet I de Acumuer (1401 - c. 1420)
El Archivo Histórico Nacional custodia un pergamino, sin fecha, que reproduce una escritura datada el 25 de enero de 1357.El trasunto está autorizado con los signos de tres notarios, entre ellos el de García Bonet de Acumuer habitante en la ciudad de Jaca y por Autoridad real notario público por todo el reino de Aragón, donde se funda una capellanía en la iglesia de San Jaime de Jaca. Desconocemos la fecha en que se realiza dicha copia, pero podría datarse a principios del siglo XV.
Este García Bonet es sin duda el mismo que aparece en un artículo de El Pirineo Aragonés dedicado a los fondos notariales y administrativos del Archivo municipal de Jaca, donde se menciona la existencia de un protocolo del notario García Bonet correspondiente al año 1401.En ese mismo Archivo municipal se custodia además, un documento del mismo notario, y del año 1404, que versa sobre la donación a unos vecinos de Barós de ciertas caridades pertenecientes a la ciudad de Jaca.
Estas referencias nos están confirmando la existencia en Jaca, de un notario de este nombre en los primeros años del siglo XV, pudiendo haber extendido su actividad durante el primer cuarto del siglo, y que por exclusión, debe ser el mismo notario que autorizó junto a otros dos notarios el trasunto de la escritura de 1357.

## García Bonet II de Acumuer (1419 - 1453)
El Archivo de la Corona de Aragón (ACA), custodia un pergamino fechado en Pina el 14 de junio de 1419, autorizado por García Bonet de Acumuer.Se trata de una ápoca o recibo por la entrega de una dote de 20.000 sueldos, y sabemos que el notario es distinto al anterior por el signo utilizado, totalmente distinto al del trasunto de la escritura de 1357. El signo notarial era una especie de monograma personal de cada notario, y a través del cual se identificaba al mismo. Su complejidad los hacían casi infalsificables, por lo que constituían una garantía de autenticidad de la fe pública otorgada por el notario. 
El buscador de FamilySearch de los protocolos notariales de Jaca, custodiados en el Archivo Histórico Provincial de Huesca (AHPH), clasifica un solo notario bajo el nombre García Bonet de Acumuer ejerciente entre los años 1429 y 1488.Sin embargo, a través del análisis de los signos notariales en los protocolos de todos esos años, podemos concluir que en realidad fueron dos los notarios que ejercieron en ese dilatado período. El signo notarial del primero de ellos coincide con el del pergamino de 1419 y se sigue utilizando hasta el protocolo de 1453. A partir de ese año y hasta 1488, el signo es ligeramente distinto, lo que denota que es otro el notario autorizante: García Bonet III.
En lo que respecta a la filiación o parentesco de estos dos primeros notarios (García Bonet I y II), es muy probable que fueran padre e hijo, dada la coincidencia del nombre (García), linaje (Bonet), sobrenombre (de Acumuer), profesión (notario), lugar de ejercicio y vecindad (Jaca), así como la compatibilidad cronológica paterno-filial en base a sus años de ejercicio (1401-04 / 1419-53). Este núcleo familiar aparecería documentado en un pergamino de 1446 custodiado en el Archivo catedralicio de Jaca,en el que se cita al notario García Bonet (II) ejerciente en ese año, y a su difunta esposa llamada María, cuyos restos reposan junto a los de Guiralta, madre del citado notario (que sin duda fue la esposa de García Bonet I).

## García Bonet III de Acumuer (1453 - 1488)
Aunque entre 1429 y 1488 se catalogue a un solo notario, puede afirmarse que fueron dos: (1) García II, de quien sabemos ya ejercía en 1419, y sus protocolos se extienden hasta 1453; y (2) García III, probablemente su hijo, cuyos protocolos empiezan en 1453 y acaban en 1488. Son varios los hechos en los que se puede sustentar esta afirmación: a) el signo notarial es distinto en ambas épocas (1419-53 vs 1453-88); b) la caligrafía empleada en la redacción de las escrituras de los dos períodos referidos, es también distinta; c) no sería razonable afirmar que un mismo notario ejerció entre 1419 y 1488, es decir, un total de 69 años;d) el regesto, o portada de cada protocolo anual, es distinta en ambos casos.Por otra parte, del hecho que el mismo año (1453) sea el último de los protocolos de García II y el primero de los de García III, podría deducirse que el hijo pudo suceder al padre en su notaría (observamos la misma cronología sucesoria entre García III y su hijo García IV, de quienes sí está documentada su filiación).
García Bonet III participó en el proceso de brujería llevado contra Guirandana de Lay,y estuvo presente cuando se la detuvo el 13 de marzo de 1461, leyéndole los cargos que se le hacían: un total de 10, entre ellos, las muertes de Agnes y Gil, hijos de Blasco de Acín Abarca. Posteriormente, el 24 de marzo de 1461 García vuelve a intervenir en la valoración de las costas del juicio que se le reclamaron a Guirandana.
En 1479 autorizó como notario la permuta de las pardinas de Ataguás y de Certum, entre la ciudad de Jaca y Juan de Lanuza, Justicia de Aragón.En 1481 y como Jurado de Jaca, participó en la sentencia que dictaron los jurados de la ciudad (Martín Raiza, García Salvaza, Egidio Lóriz y García Bonet) en la que establecieron la división de una viña que ocupaban conjuntamente los vecinos del lugar de Asieso y el monasterio de Somport.García no solo ejerció como notario en Jaca, sino que desempeñó varios cargos de responsabilidad en la Ciudad, así aparece varias veces en el protocolo de García Castillo del año 1482 como "prior de jurados" de Jaca.
Estuvo casado con Catalina Cañardo con quien tuvo 8 hijos, entre ellos García Bonet IV y Catalina Bonet Cañardo, mujer de Gil de Acín Abarca.Por el testamento de su esposa, fechado el 7 de agosto de 1499, sabemos que García ya había fallecido, habiendo sido enterrado en la catedral de Jaca.

## García Bonet IV de Acumuer (1487 - 1494 / ¿1525?)
Hijo de García Bonet III y de Catalina Cañardo. Fue notario de Jaca, al menos, entre los años 1487 y 1494, aunque muy probablemente siguió ejerciendo la profesión muchos años más (quizá hasta 1525) pese a que los protocolos de esos ulteriores años no se hayan conservado hasta nuestros días, pues el notario García Bonet aparece recurrentemente en los protocolos de otros colegas suyos, ya sea como simple ciudadano en 1521 acudiendo al notario para realizar algún acto o negocio jurídico,como testigo en un testamento en 1523,o como Justicia de Jaca en los años 1516, 1524 y 1525,haciéndose constar en todas esas escrituras su condición de notario.
Contrajo matrimonio con María de Acín, hija de Blasco de Acín y Catalina Abarca, con quien consta que al menos tuvo dos hijas llamadas María y Lena.Era hermano de Juana Bonet, esposa del mercader jaqués Juan de Lasala; y de mosén Juan Bonet, protagonista en 1502 de un sonado altercado con Juan Abarca Gurrea, señor de Garcipollera.

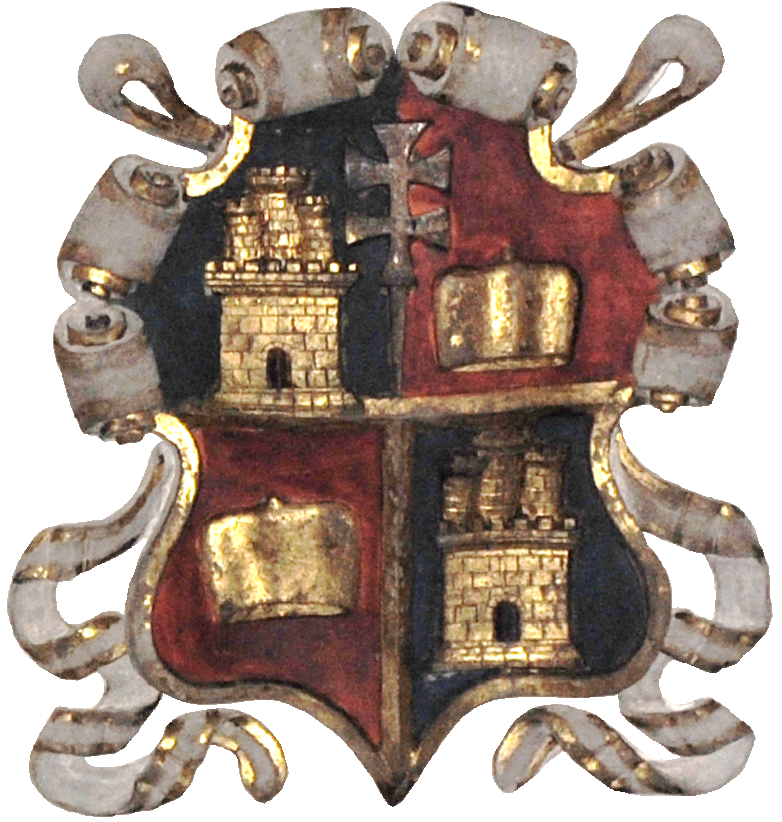
Escudo cuartelado con las armas entrelazadas de los Lasala y los Bonet, en la capilla de San Miguel de la Catedral de Jaca

## El Linaje en Jaca
Los Bonet no solo constituyeron una dinastía de notarios en la Jaca del Cuatrocientos, pertenecían además al patriciado urbano de la Ciudad, participando en su gestión y administración, ya fuera como jurados, justicias u otros cargos, siendo infanzones (el primer Estamento de la Ciudad), lo que les permitió enlazar con otras familias nobles, como los Cañardo, Acín, Abarca o Lasala. No en vano, esta familia llevaba asentada en Jaca desde hacía más de tres siglos, pues el 4 de diciembre de 1097 se documenta a Bernard Bonet como merino de Jaca en un pergamino en el que el rey Pedro I concedió el lugar de Ipiés a Jimeno, abad de Montearagón;asentamiento que se produciría probablemente tras la concesión a la Ciudad del Fuero de Jaca por Sancho Ramírez en 1076-77, que atrajo a la Ciudad a numerosas familias ultramontanas.La presencia de los Bonet fue continua durante todo ese tiempo, pues el 24 de octubre de 1258 aparece un Domingo Bonet como ciudadano de Jaca y testigo de una restitución de una casa sita en la ciudad.
Los Bonet de Jaca tenían escudo de armas propio, que podemos observar entrelazado con el de los Lasala en la capilla de San Miguel de la Catedral de Jaca, siendo su única pieza un bonete de oro sobre campo de gules.
Se desconoce el origen del sobrenombre "de Acumuer" añadido al apellido y que vincula directamente a los cuatro notarios anteriores, pues todos ellos lo utilizaron y emplearon a lo largo de toda la documentación del siglo XV. Acumuer es una pequeña población cercana a Jaca, que podría haber constituido el solar original del linaje tras su asentamiento en el incipiente Reino de Aragón, razón por la cual pudieron vincular el nombre de esta población a su nombre, siendo además esta práctica, el origen de innumerables apellidos toponímicos.